# District de Mingshan
Pour les articles homonymes, voir Mingshan.
Le district de Mingshan (明山区 ; pinyin : Míngshān Qū) est une subdivision administrative de la province du Liaoning en Chine. Il est placé sous la juridiction de la ville-préfecture de Benxi.